# Jack Kevorkian
Jacob "Jack" Kevorkian (/ kɨvɔrkiən /;(/[invalid input: 'icon']k[invalid input: 'ɨ']ˈvɔːrkiən/; 26 tháng 5 năm 1928 – 3 tháng 6 năm 2011), thường được gọi là "Bác sĩ tử thần", là một nhà nghiên cứu bệnh học, nhà hoạt động cho cái chết êm dịu, họa sĩ, tác giả, nhà soạn nhạc người Mỹ. Ông đã chiến đấu không mệt mỏi trong cuộc tranh cãi về "cái chết êm dịu" giúp đưa những bệnh nhân mắc bệnh nan y, vô phương cứu chữa được kết thúc nỗi đau sớm hơn. Jack Kevorkian từng thực hiện 130 cái chết "êm dịu", phần lớn ở Detroit những năm 1990 tới 1998, được tại ngoại năm 2007 sau 8 năm ngồi tù. Ông đã có phát biểu nổi tiếng "làm chết không phải là một tội ác". 
Năm 1998, tòa án buộc Kevorkian tội ông "giết người cấp độ hai" và bị xử 10–25 năm tù do đã an tử cho bệnh nhân Thomas Youk. Tại tòa, Kevorkian thú nhận đã giúp 130 bệnh nhân giã từ cuộc sống. Sau đó, do tình trạng sức khỏe không tốt, nhà nghiên cứu bệnh học này đã được giảm án xuống còn 8 năm tù. Ông đã được tạm tha ngày 1 tháng 6 năm 2007, với điều kiện ông sẽ không đưa ra những lời khuyên tự tử cho người khác
Kevorkian sinh ra ở Pontiac, Michigan trong một gia đình người nhập cư Armenia. Levon, cha của ông sinh ra trong làng Passen, gần Erzurum, và mẹ ông Satenig sinh ra trong làng Govdun, gần Sivas. Cha của ông đã chuyển từ Thổ Nhĩ Kỳ trong năm 1912 và tìm đường đến Pontiac, nơi ông tìm được việc làm tại một xưởng đúc ô tô. Satenig chạy trốn khỏi cuộc diệt chủng Armenia 1915, việc tìm kiếm nơi trú ẩn với các thân nhân ở Paris, và tái hợp cuối cùng với anh trai của bà tại Pontiac.
Jack Kevorkian tốt nghiệp khoa y đại học Michigan năm 1952. Sau đó, ông chuyên nghiên cứu bệnh học tại nhiều bệnh viện khác nhau ở California và Michigan. Năm 1989, Kevorkian thiết kế "máy tự tử" dưới tên gọi "mercitron". Đó là một hệ thống cực kỳ đơn giản gồm vài loại thuốc độc, chai đựng thuốc, ống truyền... trị giá chỉ 30 USD, dùng đưa các chất cực độc vào máu bệnh nhân. Việc tự tử thường diễn ra tại sân sau nhà hoặc trên một chiếc ôtô tải nhỏ của Kevorkian.
Đôi khi ông còn dùng những phương cách khác đơn giản hơn: đeo mặt nạ thở cho người bệnh, nhưng thay vì nối với dưỡng khí, đường ống sẽ nối với hơi độc carbon monoxide. Trong cả hai cách này, người muốn an tử chỉ cần nhấn một chiếc nút để Kevorkian không là người thực hiện tội ác.
Có một bộ phim về cuộc đời của bác sĩ Kevorkian mang tựa You Don't Know Jack trình chiếu trên kênh HBO năm 2010. Bộ phim mang về cho nam diễn viên chính Al Pacino một giải Emmy và một Quả cầu vàng cho vai diễn khắc họa nhà nghiên cứu bệnh học Kevorkian xuất sắc của mình.